# 花蓮城隍廟
花蓮城隍廟是位於台灣花蓮縣花蓮市成功路169號的一座廟宇，也是花蓮市內歷史相當悠久的廟宇。花蓮城隍廟始建於昭和9年（西元1934年），供奉城隍爺。昭和12年（西元1937年），由於城隍廟主祀神明乃漢人神明，臺灣總督府花蓮港廳曾決定拆除城隍廟。當地人通過將附近鄭聖祠祭祀的鄭成功（有日本人血統）移祀至城隍廟的方式而得以保存花蓮城隍廟的建築。不過實際上城隍廟內的城隍爺並未被鄭成功取代，只是換了一頂鄭成功的帽子，使其看起來像鄭成功。戰後花蓮城隍廟恢復了其城隍廟的身份，是花蓮市內最重要的廟宇之一。